# (21149) Kenmitchell
(21149) Kenmitchell (1993 HY5) – planetoida z pasa głównego asteroid okrążająca Słońce w ciągu 2,69 lat w średniej odległości 1,93 j.a. Odkryta 19 kwietnia 1993 roku.